# Szalai András (operatőr)
Szalai András (Budapest, 1945. május 27. – 2020. április 28.) Balázs Béla-díjas (1987) magyar operatőr, egyetemi tanár, kiváló művész (2007).

## Életpályája
1960–1965 között a fővárosi Madách Imre Gimnázium diákja volt. 1970–1974 között a Színház- és Filmművészeti Főiskola hallgatója volt operatőr szakon.
1966–1967 között fényképész tanuló volt. 1968–1970 között a Magyar Televízió külsős segédoperatőre, 1974 óta operatőre. 1982-től filmoperatőr is. 1987 óta a Magyar Televízió főoperatőre. 2002 óta a Magyar Táncművészeti Főiskola tanára. 2006-tól haláláig a Színház- és Filmművészeti Egyetem tanára volt.

## Filmjei

### TV-filmek
- Berlin - 1973. (1973)
- Karancsfalvi szökevények (1976)
- Székács a köbön (1978)
- A felnőttek furcsák néha (1978)
- Weiner emlékére (1979)
- A nagyenyedi két fűzfa (1979)
- A világ közepe (1979)
- Egy ház a körúton (1979)
- Képviselő úr (1979)
- Maskarák (1980)
- A hét főbűn (1980)
- Fazekak (1981)
- Nyitott ház (1981)
- Bach élete (1983)
- Reumavalcer (1983)
- Szellemidézés (1983)
- Nyugodjak békében (1983)
- Ember és árnyék (1985)
- Molitorház (1985)
- Johann Sebastian Bach (1985)
- Szöktetés a szerájból (1986)
- Az Angol Királynő (1986)
- Zenés TV Színház (1987)
- Illatszertár (1987)
- Csodakarikás (1987)
- A megoldás (1987)
- Ragaszkodom a szerelemhez (1988)
- Csere Rudi (1988)
- Linda (1989)
- Kölcsey (1989)
- Randevú Budapesten (1989)
- Angyalbőrben (1990)
- Cikász és a hallópálmák (1990)
- Família Kft. (1991-1994)
- Boldog ünnepeink (1991)
- Hímes tojások (1991)
- Az apokalipszis gyermekei (1992)
- Privát kopó (1992)
- A tribádok éjszakája (1993)
- TV a város szélén (1998)
- Kávéház (2001)
- Vadkörték - A tihanyi kincsvadászat (2002)
- Mi, szemüvegesek (2004)
- Életképek (2004-2009)
- Magyar elsők (2005)
- SztárVár (2005)
- Szibériai nyuszt (2005)
- Könyveskép (2005)
- A gyertyák csonkig égnek (2005)
- Sírok útja - Erzsébet Gödöllőn (2006)

### Játékfilmek
- Hatásvadászok (1982)
- Képvadászok (1985)
- Ismeretlen ismerős (1989)
- Iskolakerülők (1989)
- Bolse vita (1995)
- Vademberek (2001)
- 56 csepp vér (2007)

## Díjai, elismerései
- Kategória díj: A hét főbűn (1980)
- Prix Itália: A hét főbűn (1982)
- Banf (Kanada) tv világfesztivál fődíj, operatőri díj
- Magyar Játékfimlszemle díja: Hatásvadászok (1982)
- Filmkritikusok díja: Johann Sebastian Bach (1985)
- Balázs Béla-díj: Bolse vita (1986)
- Magyar TV Fesztivál fődíj: Az Angol Királynő (1986)
- Arany Prága: Ember és árnyék (1986)
- Kiváló Művész (2007)